# Equisetum sergijevskianum
Equisetum sergijevskianum är en fräkenväxtart som beskrevs av Christopher Nigel Page och Gureeva. Equisetum sergijevskianum ingår i släktet fräknar, och familjen fräkenväxter. Inga underarter finns listade i Catalogue of Life.